# Шпаковская, Таисия Васильевна
Таиса Васильевна Шпаковская (25 июня 1936 , д. Вишевичи, Пинский повет, Полесского воеводства — 5 декабря 2005) — доярка, Герой Социалистического Труда (1966).

## Биография
Работала на Пинском лесозаводе, после окончания училища механизации отправилась за романтикой — трактористом на освоение целинных земель в Кустанайскую область (Казахстан).
Через два года она вернулась на родину — председатель колхоза В. А. Ралко уговорил тракториста поехать в колхоз. С 1957 года работала дояркой в колхозе «Оснежицкий» Пинского района. Тогда за доильным аппаратом закреплялись группы коров, их нужно было не только доить, но и кормить, подстилать и самим собирать корм. В 1964 году надоила от каждой коровы по 6500 кг молока и завоевала первенство в соревновании доярок республики. В следующем году её коллега получила самый высокий надой — по 7555 кг молока от коровы. 22 марта 1966 года за успехи в увеличении производства и заготовок сельскохозяйственных продуктов Т. В. Шпаковской и К. П. Лесничу было присвоено звание Героя Социалистического Труда.
В 1969 году тяжело заболела, получила инвалидность, с тяжелой работе доярки пришлось уйти. В 1979 и 1980 годах получила знаки «Победитель социалистического соревнования».

## Ссылка
Таисия Васильевна Шпаковская